# Tsunami de Mar del Plata
El tsunami de Mar del Plata fue un pequeño maremoto de posible origen meteorológico —meteotsunami— ocurrido en las costas de dicha ciudad argentina el 21 de enero de 1954 (71 años).

## Descripción del suceso
En las costas del mar argentino (en el océano Atlántico sudoccidental) de la provincia de Buenos Aires —en el centro-este de la Argentina— los tsunamis o terremotos están aparentemente ausentes. De allí que causó gran alarma un suceso ocurrido en la ciudad balnearia de Mar del Plata, en plena temporada turística estival, a las 11:05 de la mañana del jueves 21 de enero de 1954. En ese momento, las playas de la ciudad estaban muy concurridas de bañistas, los que se vieron sorprendidos por una enigmática y sorpresiva tríada de grandes olas (separadas entre sí por 5 segundos), de extraordinaria altura y violencia, que golpearon sobre la franja costera de 3500 metros entre Punta Iglesia y Playa Chica. Especialmente grave fue el fenómeno en las playas Popular y Brístol, colmadas por miles de turistas, ya que, en medio de escenas de pánico, el oleaje barrió la orilla, dejando más de un centenar de personas con contusiones; quienes estaban mojándose los pies, de un momento a otro, se encontraron en que no hacían pie, lo que redundó en que debieran ser atendidas once personas con principio de asfixia por inmersión, si bien el acontecimiento no dejó víctimas fatales. El nivel marino subió un metro en apenas 6 minutos hasta que las olas llegaron a cubrir al Muelle de los Pescadores, por algunos minutos y alcanzaron el murallón del Bulevar Marítimo. Luego, las aguas volvieron a su nivel normal y regresó la calma.

## Hipótesis sobre qué lo provocó
Se especuló largo tiempo sobre las posible causas del extraño hecho hidrográfico, totalmente anormal en la región. Las autoridades, de la Dirección General de Navegación e Hidrografía del Ministerio de Marina, negaron que hubiese sido un tsunami provocado por un terremoto, puesto que la zona afectada fue muy pequeña y no se había detectado algún sismo submarino (ni ensayos nucleares o caída de un meteorito), inclinándose en cambio por la atribución del origen del evento a una atípica convergencia, en un mar muy tranquilo, de una serie coincidente de pequeñas olas que unieron fuerzas al concurrir en rápida sucesión.
64 años después, los científicos Rubén Alberto Medina, Walter C. Dragani y Roberto Antonio Violante realizaron nuevos cálculos, los que les permitieron concluir que lo ocurrido muy probablemente se debió a cambios en las ondas de gravedad atmosféricas, los que provocaron un suave tsunami de origen meteorológico y de alcance local o regional, con categoría 2, en una escala creciente que va del 1 (muy suave) a 6 (desastroso). Este fenómeno, en las magnitudes que presentó el caso en 1954, es de ocurrencia excepcional e impredecible. Solo en el año 1945 había ocurrido algo similar, pero de menor magnitud.
Estas ondas, que surcan el aire impulsadas por la gravedad, hacen que la presión oscile entre 2 y 3 hectopascales en el transcurso de un determinado tiempo, el que puede ser de 3 horas hasta unos pocos minutos. Si su dirección, velocidad de propagación, amplitud y periodicidad llegan a  ciertos valores, puede generarse una resonancia en la plataforma continental inferior lo que produciría una intensa amplificación de la onda oceánica, impactando dramáticamente en la superficie oceánica, provocando meteotsunamis. Estas ondas pueden estar asociadas a sistemas frontales de tormenta, algo que había ocurrido en la región ese día.

### Hipótesis alternativa
El licenciado en Geología y doctor en Ciencias Naturales Federico Isla, director del Instituto de Geología de Costas y del Cuaternario (dependiente de la Universidad Nacional de Mar del Plata y de la Comisión de Investigaciones Científicas de la Provincia de Buenos Aires) sostiene una hipótesis distinta como causa del evento: que el mismo ocurrió como respuesta a una erupción volcánica submarina o a un deslizamiento de grandes masas de tierra a los fondos marinos.
El sitio donde cree que pudo haber ocurrido es la subantártica y deshabitada isla Bouvet, a mitad de camino entre Sudamérica, África y la Antártida. Al cotejar fotografías aéreas tomadas en distintas fechas, ese territorio insular cambió su contorno por actividad volcánica, y el lapso atribuido a esa  modificación comprende la fecha del suceso de Mar del Plata. La ola producida habría arrastrado hacia las costas de Buenos Aires a peces de mar adentro; ese mismo 21 de enero de 1954 se pescaron en el área notables tiburones de más de 2 metros, mientras que al día siguiente, un tiburón blanco (especie que no había sido registrada en las aguas del mar Argentino) atacó a un bañista en la ciudad de Miramar, a pocos kilómetros al sur de las playas marplatenses. El punto débil de su hipótesis es lo muy local del área afectada, postulándose que de haber sido por causa de un evento en la isla Bouvet, la franja sudamericana impactada habría sido mucho más amplia, alcanzando especialmente en la Patagonia argentina.

## En la ficción
El periodista y escritor Jorge Camarasa publicó la novela La Ola en 1984, inspirado en este suceso. En la novela, un grupo conformado por biólogos marinos, pescadores y un periodista, descubren una grieta a pocos kilómetros de la costa y la especulación de que un nuevo maremoto impacte en la playa marplatense.